# جيم جاكسون (معلق رياضي)
جيم جاكسون (بالإنجليزية: Jim Jackson)‏ هو معلق رياضي أمريكي، ولد في 23 مارس 1963 في أوتيكا في الولايات المتحدة.